# Nikita Fiłatow

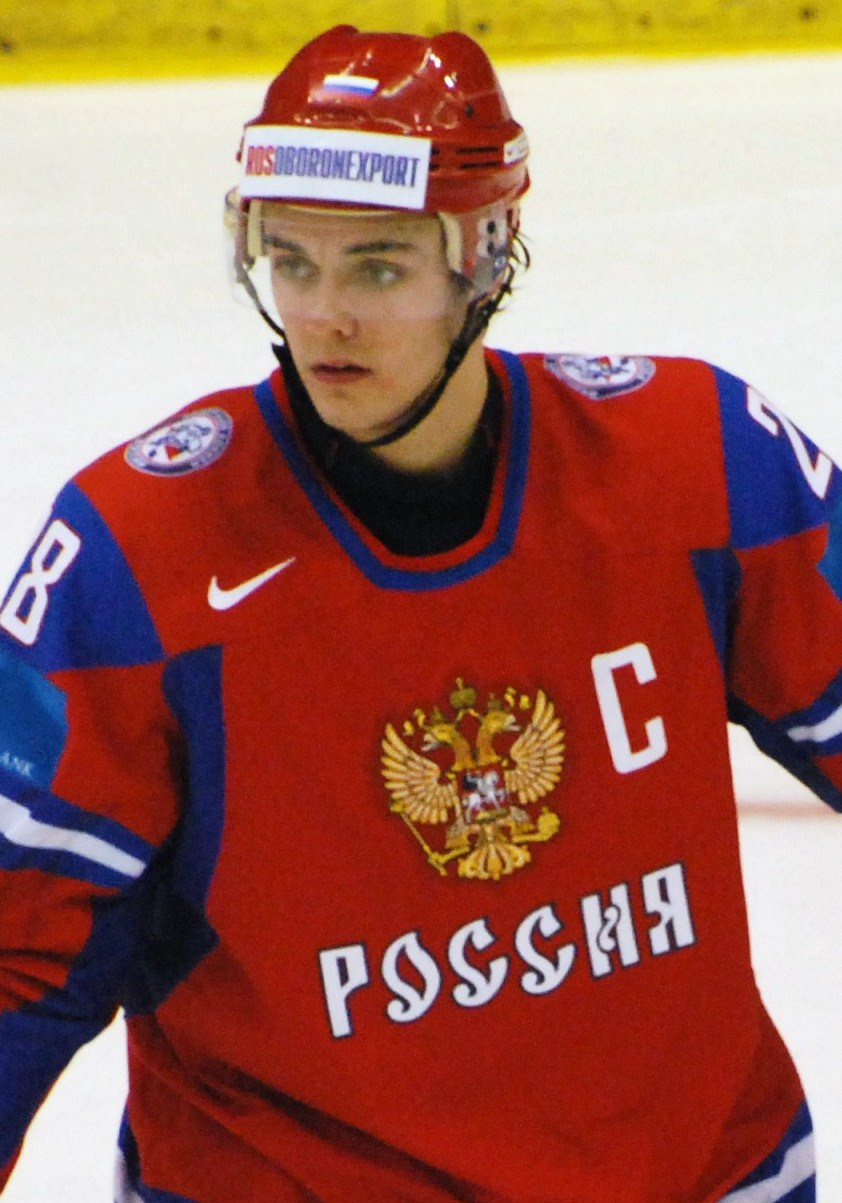
Nikita Fiłatow w barwach Rosji do lat 20 (2009)

Nikita Wasiljewicz Fiłatow, ros. Никита Васильевич Филатов (ur. 25 maja 1990 w Moskwie) – rosyjski hokeista.

## Kariera
- CSKA 2 Moskwa (2005-2008)
- CSKA Moskwa (2008)
- Syracuse Crunch (2008-2009)
- Columbus Blue Jackets (2009-2010)
- Springfield Falcons (2010-2011)
- Ottawa Senators (2011)
- Binghamton Senators (2011)
- CSKA Moskwa (2011-2012)
  -  Krasnaja Armija Moskwa (2011-2012)
- Saławat Jułajew Ufa (2012-2014)
- Jugra Chanty-Mansyjsk (2014)
- Torpedo Niżny Nowogród (2014-2015)
- Admirał Władywostok (2015)
- Dinamo Moskwa (2015-2016)
- Łada Togliatti (2016-2017)
- Nieftiechimik Niżniekamsk (2017-2018)
- Spartak Moskwa (2018)
- Saławat Jułajew Ufa (2018/2019)
  -  Toros Nieftiekamsk (2018/2019)

Wychowanek CSKA Moskwa. W drafcie do kanadyjskich rozgrywek juniorskich CHL z 2008 został wybrany przez klub Sudbury Wolves. Od maja 2012 zawodnik Saławatu Jułajew Ufa. W maju 2014 pierwotnie przedłużył kontrakt o dwa lata, po czym został zawodnikiem klubu (w toku wymiany za Igora Skorochodowa). Od października 2014 zawodnik Torpedo Niżny Nowogród. Od maja 2015 zawodnik Admirała Władywostok (w toku wymiany za Ilję Proskuriakowa). Od września 2015 zawodnik Dinama Moskwa. Od maja 2016 zawodnik Łady Togliatti. Od końca grudnia 2017 ponownie zawodnik Nieftiechimika Niżniekamsk. W czerwcu 2018 został zawodnikiem Spartaka Moskwa. W listopadzie 2018 ponownie został zawodnikiem Saławatu. W czerwcu 2020 ogłosił zakończenie kariery i rozpoczęcie pracy jako agent hokejowy.
Uczestniczył w turniejach mistrzostw świata juniorów do lat 18 edycji 2007, 2008 oraz mistrzostw świata juniorów do lat 20 edycji 2008, 2009, 2010.

## Sukcesy
Reprezentacyjne
- Złoty medal mistrzostw świata juniorów do lat 18: 2007
- Srebrny medal mistrzostw świata juniorów do lat 18: 2007
- Brązowy medal mistrzostw świata juniorów do lat 20: 2008, 2009

Klubowe
- Srebrny medal MHL: 2012 z Krasną Armią Moskwa
- Srebrny medal mistrzostw Rosji: 2014 z Saławatem Jułajew Ufa

Indywidualne
- Mistrzostwa świata do lat 18 w hokeju na lodzie mężczyzn 2007/Elita: jeden z trzech najlepszych zawodników reprezentacji na turnieju[11]
- Mistrzostwa Świata Juniorów w Hokeju na Lodzie 2008/Elita: pierwsze miejsce w klasyfikacji +/- turnieju: +7
- Mistrzostwa Świata Juniorów w Hokeju na Lodzie 2009/Elita:
  - Pierwsze miejsce w klasyfikacji strzelców turnieju: 8 goli
  - Skład gwiazd turnieju
- AHL (2008/2009): AHL All-Star Classic
- KHL (2009/2010): najlepszy pierwszoroczniak miesiąca - listopad 2009